# Steble (przystanek kolejowy)
Steble (ukr. Стебле) – przystanek kolejowy w miejscowości Steble, w rejonie kowelskim, w obwodzie wołyńskim, na Ukrainie. Położony jest na linii Sarny – Kowel.
Dawniej stacja kolejowa. Istniała przed II wojną światową.